# Communauté de communes du pays de Bourgueil
La Communauté de communes du Pays de Bourgueil est une ancienne communauté de communes française, située dans le département d'Indre-et-Loire

## Géographie

### Composition
Elle est composée des communes suivantes :
| Nom                        | Code Insee | Gentilé            | Superficie (km2) | Population (dernière pop. légale) | Densité (hab./km2) |
| -------------------------- | ---------- | ------------------ | ---------------- | --------------------------------- | ------------------ |
| Bourgueil (siège)          | 37031      | Bourgueillois      | 32,95            | 3 879 (2014)                      | 118                |
| Benais                     | 37024      | Benaisiens         | 20,08            | 967 (2014)                        | 48                 |
| La Chapelle-sur-Loire      | 37058      | Chapelons          | 19,17            | 1 451 (2014)                      | 76                 |
| Chouzé-sur-Loire           | 37074      | Chouzéens          | 28,04            | 2 090 (2014)                      | 75                 |
| Continvoir                 | 37082      | Continvoironais    | 41,19            | 437 (2014)                        | 11                 |
| Gizeux                     | 37112      | Gizellois          | 21,06            | 407 (2014)                        | 19                 |
| Ingrandes-de-Touraine      | 37120      | Igorandais         | 9,46             | 551 (2014)                        | 58                 |
| Restigné                   | 37193      | Restignons         | 21,31            | 1 225 (2014)                      | 57                 |
| Saint-Nicolas-de-Bourgueil | 37228      | Saint-Nicolaisiens | 36,45            | 1 126 (2014)                      | 31                 |

## Historique
Le 29 novembre 2001, création de la communauté de communes. Cette communauté de communes reprend les limites de l'ancien « Pays de Bourgueil », lui-même situé dans l'ancienne province d'Anjou. En effet, jusqu'en 1790, ce territoire bourgueillois faisait partie de la sénéchaussée de Saumur et de la province d'Anjou.
Le 1er janvier 2017, elle est intégrée à la nouvelle Communauté de communes Touraine Ouest Val de Loire.

## Démographie
La communauté de communes du Pays de Bourgueil comptait 12 218 habitants (population légale INSEE) au 1er janvier 2007. La densité de population est de 53,2 hab./km2.

### Évolution démographique
| 1968   | 1975   | 1982   | 1990   | 1999   | 2007   | 2013   | - | - |
| ------ | ------ | ------ | ------ | ------ | ------ | ------ | - | - |
| 12 432 | 11 652 | 12 156 | 12 140 | 12 318 | 12 218 | 12 148 | - | - |

### Pyramide des âges
| Hommes | Classe d’âge | Femmes |
| ------ | ------------ | ------ |
| 0,7    | 90 ans ou +  | 1,4    |
| 10,4   | 75 à 89 ans  | 13,8   |
| 16,9   | 60 à 74 ans  | 17,3   |
| 21,1   | 45 à 59 ans  | 20,3   |
| 18,6   | 30 à 44 ans  | 18,2   |
| 14,5   | 15 à 29 ans  | 12,2   |
| 17,9   | 0 à 14 ans   | 16,8   |

| Hommes | Classe d’âge | Femmes |
| ------ | ------------ | ------ |
| 0,5    | 90 ans ou +  | 1,4    |
| 6,8    | 75 à 89 ans  | 9,8    |
| 13,1   | 60 à 74 ans  | 13,9   |
| 20,7   | 45 à 59 ans  | 20,1   |
| 20,4   | 30 à 44 ans  | 19,3   |
| 19,6   | 15 à 29 ans  | 19,1   |
| 18,8   | 0 à 14 ans   | 16,4   |

## Politique communautaire

### Représentation

#### Présidents de la communauté de communes
| Période | Période | Identité         | Étiquette | Qualité |
| ------- | ------- | ---------------- | --------- | ------- |
| 2001    | 2008    | Nadine Saillet   |           |         |
| 2008    | 2014    | Jacques Gaillard |           |         |

### Compétences
- Aménagement de l'espace communautaire
- Développement économique
- Création, aménagement et entretien de la voirie d'intérêt communautaire
- Politique du logement
- Politique du logement social d’intérêt communautaire et action en faveur des logements des personnes défavorisées
- Action sociale
- Enfance et jeunesse
- Bâtiments publics et services publics
- Environnement et cadre de vie
- Accueil des gens du voyage

### Identité visuelle
|  | Logo de la Communauté de Communes |

## Pour approfondir

## Sources
- Le splaf - (Site sur la Population et les Limites Administratives de la France)
- La base aspic - (Accès des Services Publics aux Informations sur les Collectivités)